# Хронологія рекордів Європи з бігу на 1 милю серед чоловіків (коротка доріжка)
Рекорди Європи з бігу на 1 милю в приміщенні визнаються Європейською легкоатлетичною асоціацією з-поміж результатів, показаних європейськими легкоатлетами в приміщенні, за умови дотримання встановлених вимог.
Рекорди Європи з бігу на 1 милю в приміщенні фіксуються з 1987.

## Хронологія рекордів
| Час                                    | Атлет                 | Місто         | Дата       | Примітки |
| -------------------------------------- | --------------------- | ------------- | ---------- | -------- |
| 3.49,78                                | Імонн Коглен Ірландія | Іст-Ратерфорд | 27.02.1983 | [ 1 ]    |
| 42 роки, 29 днів від дати встановлення |                       |               |            |          |

## Інші результати
Нижче наводяться результати, які на момент їх досягнення, перевершували чинний рекорд Європи, проте не були ратифіковані з тих чи інших причин.
| Час     | Атлет                     | Місто  | Дата       | Примітки    |
| ------- | ------------------------- | ------ | ---------- | ----------- |
| 3.48,87 | Джош Керр Велика Британія | Бостон | 27.02.2022 | [ 2 ] [ 3 ] |